# Matthew Bellamy
Matthew James Bellamy (ur. 9 czerwca 1978 w Cambridge) – brytyjski piosenkarz rockowy, tekściarz i multiinstrumentalista – gra na gitarze elektrycznej, fortepianie i instrumentach klawiszowych. Lider zespołu Muse. Jego charakterystyczna barwa głosu momentami podchodzi pod falset.
W 2010 redakcja magazynu Total Guitar ogłosiła go gitarzystą dekady. 

## Życiorys
Jest synem Marilyn i George’a Bellamych. Matka pochodziła z Belfastu i przybyła do Anglii w latach 70. i już pierwszego dnia pobytu poznała George’a, który wówczas pracował jako taksówkarz w Londynie, a wcześniej był muzykiem i gitarzystą w zespole The Tornados. Ma starszego brata, Paula.
Zadebiutował jako 12-latek na szkolnym konkursie talentów, gdzie zagrał utwór boogie-woogie na pianinie. Po ukończeniu szkoły średniej był już praktycznie samodzielny, m.in. pracował jako hydraulik, malarz pokojowy i remontował mieszkania. Wśród artystów, którzy wywarli na niego największy wpływ muzyczny, są Tom Morello z Rage Against the Machine i Jimi Hendrix, a także Siergiej Rachmaninow i Fryderyk Chopin. 
W okresie szkolnym razem z kolegami, Chrisem Wolstenholme i Dominikiem Howardem, utworzył zespół rockowy Muse, w którym gra na gitarze i instrumentach klawiszowych, poza tym jest kompozytorem i autorem tekstów grupy. Wraz z resztą zespołu otrzymał wiele nagród m.in. nagrody od redakcji czasopism Q, NME i Kerrang!, a także Brit Awards i Europejską Nagrodę Muzyczną MTV.
Gra przede wszystkim na gitarach firmy Manson. Z kolei firma Cort przygotowała budżetową wersję gitary najczęściej wykorzystywanej obecnie przez Bellamy’ego (Manson Matt Black), która jest oznaczona nazwa kodową Cort Matthew Bellamy Signature.

## Życie prywatne
W latach 2011–2014 był związany z aktorką Kate Hudson, z którą ma syna, Binghama (ur. 9 lipca 2011). Od lutego 2015 spotyka się z amerykańską modelką Elle Evans, której oświadczył się w grudniu 2017.